# Ghaleye-Gandsch (Verwaltungsbezirk)
Ghaleye-Gandsch (persisch قلعه‌گنج) ist ein Schahrestan (persisch شهرستان) in der iranischen Provinz Kerman. Er enthält die Stadt Ghaleye-Gandsch, welche die Hauptstadt des Verwaltungsbezirks ist. 

## Demografie
Bei der Volkszählung 2016 betrug die Einwohnerzahl des Schahrestan 76.495. Die Alphabetisierung lag bei 71 Prozent der Bevölkerung. Knapp 17 Prozent der Bevölkerung lebten in urbanen Regionen.
| Zensusjahr | Einwohnerzahl |
| ---------- | ------------- |
| 2011       | 76.376        |
| 2016       | 76.495        |